# Świecko
Świecko (Duits: Schwetig) is een dorp in het Poolse woiwodschap Lubusz, in het district Słubicki. De plaats maakt deel uit van de gemeente Słubice en telt 193 inwoners.
Tot het einde van de Tweede Wereldoorlog lag het dorp op Duits grondgebied. Het bood plek aan het concentratiekamp Oderblick. Na de oorlog werd het dorp door een grensverschuiving Pools en veranderde de naam. 
Het dorp geniet enige bekendheid omdat het in Polen aangeduid wordt op de bewegwijzering richting de Duitse grens alsmede omdat de grensovergang met Duitsland mede de naam Świecko draagt en dus ook zo op bijvoorbeeld wegenkaarten staat weergegeven. Het is ook op deze plaats dat de oud-strijders van de 1ste Poolse Pantserdivisie in 1990 de grens overstaken nadat zij door Lech Walesa uitgenodigd waren en terug welkom waren in hun vaderland.